# Ashley Pérez Ortiz
Ashley Pérez Ortiz (geboren 1993) ist eine puerto-ricanische Turnerin und Behindertensportlerin. Sie repräsentierte Puerto Rico bei den Special Olympics World Summer Games 2011 in Athen und den Special Olympics World Summer Games 2015 in Los Angeles in der Sportart Rhythmische Sportgymnastik und gewann dort mehrere Medaillen.

## Leben und sportliche Erfolge
Pérez Ortiz ist die Tochter von Joana Ortiz. Sie wurde mit Mikrozephalie geboren.
Mit 7 Jahren kam sie in die Escuela La Esperanza in San Juan und nahm schon früh Tanzunterricht. Im Alter von 16 Jahren begann sie mit dem Training in Rhythmischer Sportgymnastik bei Special Olympics Puerto Rico.
In der Sportart Rhythmische Sportgymnastik vertrat sie ihr Land bei den Special Olympics World Summer Games 2011 in Athen. Dort gewann sie drei Gold- und zwei Silbermedaillen.
Durch weiteres Training konnte sie in das Level 2 wechseln und an den Special Olympics World Summer Games 2015 in Los Angeles teilnehmen. Eine Bronzemedaille gewann sie für ihre Ballübung in Level 2F. Mit ihrem Team holte sie in der Gruppe B bei den Ballübungen den vierten Platz, ebenso im Einzel Level 2F bei den Übungen mit Keulen. Bei den Reifenübungen kam sie in Level 2E auf den fünften Platz, ebenso in Level 2G bei den Übungen mit den Bändern und den gemischten Übungen ("All around") in Level 2E. Pérez Ortiz und ihre fünf Teamkolleginnen in der Rhythmischen Sportgymnastik brachten von den Special Olympics World Summer Games 2015 insgesamt 16 Medaillen mit nach Hause.
Die Athletin vertrat ihr Land außerdem bei den panamerikanischen Spielen von Special Olympics in Puerto Rico und Panama.